# 智能响应技术
智能响应技术（英語：Smart Response Technology，简称）是英特尔独有的一项缓存机制，是英特尔快速存储技术的一项特征。
2011年随着Z68芯片组一同推出。此技术允许用户将计算机的固态硬盘当做硬盘和内存之间的高速缓存内存。类似ReadyBoost技术。
注意，不要把智能响应技术SRT与Intel的快速存储技术RST(Rapid Storage Technology)混淆。

## 系统要求
启用Intel SRT，需要达成如下条件：
- 使用Z68、Z77、Q77、H77、Z87、Q87、H87芯片组的台式机主板
- LGA 1155 或 LGA 1150封装的酷睿处理器
- 开启RAID模式
- 计算机上安装的英特尔快速存储技术的软件版本不低于10.5
- 单个RAID卷中至少有一个硬盘
- 一个容量不低于18.6GB的固态硬盘
- 操作系统为Windows 8或Windows 7，或之后其他兼容的操作系统

## 类似技术
作为一种混合固态硬盘的实现，Intel SRT也与其他厂商的一些技术存在相似之处：
- 苹果公司的Fusion Drive，该技术在迟于SRT的2012年宣布；稍有不同的地方在于，用户可以使用全部存储容量（SSD+HDD）[4]
- 硬盘企业的SSHD，例如希捷公司早期的Momentus XT，以及最新的Firecuda硬盘[5]